# Индийско-южносуданские отношения

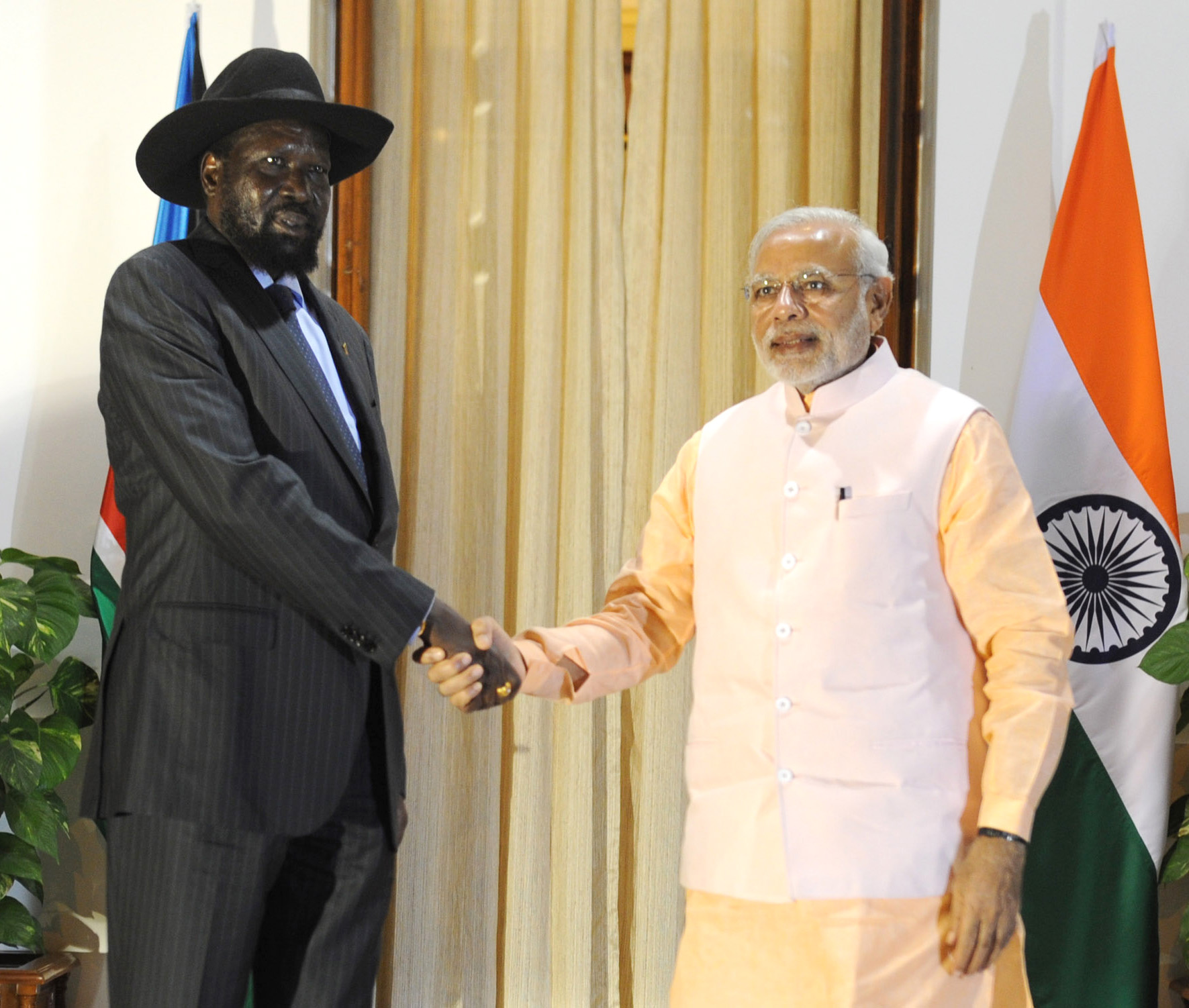
Президент Южного Судана Салва Киир и премьер-министр Индии Нарендра Моди жмут друг другу руки на двусторонней встрече, 30 октября 2015 года.

Индийско-южносуданские отношения — двусторонние отношения между Республикой Индией и Республикой Южным Суданом. Индия признала Южный Судан 9 июля 2011 года — в день, когда он получил независимость. Южный Судан имеет своё посольство в Нью-Дели, а Индия — в Джубе.

## История
Индия сохраняла нейтралитет во время Первой гражданской войны в Судане и Второй гражданской войны в Судане. В декабре 1975 года президент Индии Фахруддин Али Ахмед посетил созданный после Первой гражданской войны в Судане Автономный регион Южный Судан. По данным посольства Индии в Хартуме, «в целом визит в Джубу показал, что южносуданцы испытывают более глубокое уважение к Индии». Взаимодействие Индии с Южным Суданом усилилось после окончания Второй гражданской войны в Судане. 9 января 2005 года тогдашний государственный министр иностранных дел Индии Эдаппакатх Ахамед присутствовал на подписании Найвашского соглашения в Найроби.
С 2006 года Индия начала приглашать граждан Южного Судана для участия в программах обучения и валютного курса в Индии. В августе 2007 года Индия открыла консульство в Джубе. Индия официально признала Южный Судан 9 июля 2011 года — в день провозглашения независимости, и вице-президент Индии Мохаммад Хамид Ансари присутствовал на праздновании дня независимости страны в Джубе. В письме президенту Южного Судана Салве Кииру премьер-министр Индии Манмохан Сингх написал: «Индия готова поделиться своим опытом развития и оказать любую возможную помощь Южному Судану. Я уверен, что в ближайшие дни наше сотрудничество будет расти от силы к силе на благо наших двух народов». Также Правительство Индии заявило о готовности оказать помощь Южному Судану в развитии инфраструктуры, обучении должностных лиц в области здравоохранения, образования и развития сельских районов. Один из представителей Министерства иностранных дел Индии заявил: «Мы составили определённую дорожную карту, используя которую Индия может помочь Южному Судану». В марте 2012 года консульство Индии в Джубе было преобразовано в посольство.
В октябре 2015 года президент Южного Судана Салва Киир принял участие в Третьем саммите Индийско-Африканского форума в Нью-Дели, а также провёл двустороннюю встречу с премьер-министром Индии Нарендрой Моди,  что стало первым государственным визитом президента Южного Судана в Индию.

## Экономические отношения
Прамит Пал Чаудхури в своей статье в газете «Hindustan Times» сообщает, что «как отмечается в собственных публикациях Министерства иностранных дел Индии, Южный Судан, как сообщается, «обладает одними из крупнейших запасов нефти в Африке за пределами Нигерии и Анголы»». В статье в газете «The Telegraph» отмечается, «что Южный Судан одна из беднейших [стран] в мире, [но] богата нефтью. Представители Министерства иностранных дел Индии заявили, что Нью-Дели очень заинтересован в увеличении своих инвестиций в нефтяные месторождения Южного Судана, которому сейчас принадлежит более двух третей нефтяных месторождений бывшего объединенного Судана».
Двусторонняя торговля между Индией и Южным Суданом ограничена, и точные статистические данные отсутствуют, поскольку большая часть торговли осуществляется через третьи страны, такие как Кения и ОАЭ. Основными товарами, экспортируемыми из Индии в Южный Судан, являются потребительские товары и предметы домашнего обихода, продукты питания, фармацевтические препараты, мотоциклы и трёхколесные транспортные средства. Основными товарами, которые Индия импортирует из Южного Судана, являются нефть и древесина.
В период с 2003 по 2015 год индийская компания «ONGC Videsh Ltd.» инвестировала в нефтяную промышленность Судана и Южного Судана сумму, равную в общей сложности 2,5 миллиардам долларов США.

## Индийские миротворцы
По состоянию на январь 2016 года, два батальона Сухопутных войск Индии (то есть 2000 военнослужащих) в составе Миссии ООН в Южном Судане дислоцируются в Джонглее и Верхнем Ниле — двух крупнейших провинциях Южного Судана. Также 37 индийских полицейских присутствуют в Южном Судане для обучения Полицейской службы Южного Судана. Батальоны Сухопутных войск Индии также участвовали в общественных мероприятиях, таких как организация медицинских лагерей, передача книг в подарок учебным заведениям и строительство дорог в Южном Судане.
9 апреля 2013 года один высокопоставленный офицер и четверо солдат Сухопутных войск Индии были убиты и ещё четверо солдат получили ранения в результате нападения повстанцев на контингент из 36 индийских солдат, сопровождавших конвой ООН из Пибор Поста в Бор. Ещё два индийских солдата были убиты 19 декабря 2013 года в результате нападения на базу ООН в Акобо. Также ещё два солдата были ранены в апреле 2014 года во время нападения на базу ООН в Боре.

## Иностранная помощь Индии
В апреле 2005 года на Конференции благотворителей в Осло Индия пообещала выделить 5 миллионов долларов США на строительство больницы в Южном Судане. В январе 2008 года Индия пожертвовала медицинские палатки и медикаменты на сумму 100 000 долларов США Судану и Южному Судану для ликвидации последствий случившегося наводнения. Чтобы укрепить почти несуществующую инфраструктуру производства электроэнергии в Южном Судане, индийское предприятие «Central Electronics Limited» создало и завершило в 2011 году проект солнечной электрификации недалеко от Джубы. В феврале 2012 года Индия и Южный Судан подписали соглашение о включении последней детали в проект панафриканской электронной сети. В 2014 году индийская компания «ONGC Videsh Ltd.» пожертвовала 1000 протезов («джайпурских ног») ветеранам-инвалидам вооружённых сил Южного Судана.
Также Правительство Индии предложило создать центр профессиональной подготовки, сельскохозяйственный технологический парк и центр по сельскохозяйственному семеноводству в Южном Судане.
Индия является основным местом назначения для южносуданских пациентов, нуждающихся в медицинской помощи. Также граждане Южного Судана имеют право на получение стипендий в рамках Индийской программы технологического и экономического сотрудничества и Индийского совета по культурным связям.

## Индийцы в Южном Судане
После начала Второй гражданской войны в 1983 году, большая часть индийской общины Южного Судана мигрировала в Северный Судан. По состоянию на январь 2016 года в Южном Судане проживает 700 граждан Индии, некоторые из которых являются владельцами бизнеса в Джубе. Индийцы в Южном Судане владеют отелями, буровыми компаниями, типографиями и универмагами, а также управляют ими. Индийское сообщество было одним из первых, кто основал такие предприятия в Южном Судане в начале 2006 года. Некоторые граждане Индии работают в различных компаниях страны, и небольшое число из них являются христианскими миссионерами.
По состоянию на январь 2016 года к резидентам Миссии ООН в Южном Судане также прикреплены 2000 миротворцев Сухопутных войск Индии, 37 полицейских и несколько гражданских должностных лиц.